# Anurophorus serratus
Anurophorus serratus är en urinsektsart som beskrevs av Louis Deharveng 1976. Anurophorus serratus ingår i släktet Anurophorus och familjen Isotomidae. Inga underarter finns listade i Catalogue of Life.